# Konstanty Masiewicz
Konstanty Masiewicz (ur. 1900 w Wilnie, zm. 9 maja 1927) – posterunkowy Policji Państwowej, kapral rezerwy Wojska Polskiego, kawaler Orderu Virtuti Militari.

## Życiorys
Urodził się w rodzinie Atanazego, robotnika, i Izabeli z domu Kondratowicz.
Ukończył cztery klasy szkoły powszechnej, po czym rozpoczął naukę zawodu ślusarza. Od listopada 1918 roku był członkiem Samoobrony Wileńskiej, a w grudniu tegoż roku wstąpił do odrodzonego Wojska Polskiego. Uczestnik wojny polsko-bolszewickiej, podczas której został ranny. W randze kaprala zajmował stanowisko dowódcy plutonu 4. kompanii Wileńskiego Pułku Strzelców. Wyróżnił się 27 września 1920 podczas walk toczonych na odcinku Lida–Grodno, kiedy to odparł frontalne ataki wroga i przeszedł do kontruderzenia, udzielając tym samym pomocy sąsiednim oddziałom polskim. Za wykazane wówczas męstwo odznaczony został Krzyżem Srebrnym Orderu Virtuti Militari. Nadanie to zostało następnie potwierdzone dekretem Wodza Naczelnego marszałka Józefa Piłsudskiego L.2694 z 15 marca 1921 roku (opublikowanym w Dzienniku Personalnym Ministerstwa Spraw Wojskowych Nr 12 z dnia 26 marca 1921 roku).
1 marca 1922 roku został przeniesiony do rezerwy, a w roku następnym rozpoczął służbę w Policji Państwowej. W roku 1927 miał przystąpić do pracy w rozgłośni Polskiego Radia w Wilnie. 9 maja 1927 zginął tragicznie. Jego zwłoki zostały odnalezione przez pracowników kolejowej służby drogowej na 414 km linii kolejowej Wilno-Nowa Wilejka. Przybyła na miejsce Policja ustaliła, że został przejechany przez pociąg, a okoliczności zdarzenia wskazywały na samobójstwo. Został pochowany na cmentarzu Na Rossie.

## Ordery i odznaczenia
- Krzyż Srebrny Orderu Virtuti Militari nr 2447[5][6][7]